# Nájin megye

Iszfahán tartomány megyéinek elhelyezkedése

Nájin megye (perzsául: شهرستان نائین) Irán Iszfahán tartományának egyik keleti megyéje az ország középső részén. Északon Szemnán tartomány, keleten Hur és Bijábának megye, délen Jazd tartomány, délnyugaton Iszfahán, nyugaton Ardesztán megye határolják. Székhelye a 25 000 fős Nájin városa. Második legnagyobb városa az 1200 fős lakossággal rendelkező Anarak.
A megye lakossága 36 810 fő. A megye kettő kerületet tartalmaz: Központi kerület és Anarak kerület.

## Fordítás
- Ez a szócikk részben vagy egészben  a   Nain County című angol Wikipédia-szócikk ezen változatának fordításán alapul.  Az eredeti cikk szerkesztőit annak laptörténete sorolja fel. Ez a jelzés csupán a megfogalmazás eredetét és a szerzői jogokat jelzi, nem szolgál a cikkben szereplő információk forrásmegjelöléseként.